# 3月1日 (旧暦)
旧暦3月1日（きゅうれきさんがつついたち）は旧暦3月の1日目である。六曜は先負である。

## できごと
- 敏達天皇14年（ユリウス暦585年4月5日） - 仏教排斥を唱える物部守屋が、疫病の流行が原因が仏教崇拝にあると奏上
- 天正15年（ユリウス暦1587年4月8日） - 豊臣秀吉が九州の島津氏討伐の為、自ら2万5千の兵を率いて出発
- 天保5年（グレゴリオ暦1834年4月9日） - 水野忠邦が老中に就任。天保の改革を実施
- 明治4年（グレゴリオ暦1871年4月20日） - 東京・京都・大阪に郵便役所（現在の郵便局）を設置し、業務を開始（郵政記念日）

## 誕生日
- 文政12年（グレゴリオ暦1829年4月4日） - 井上源三郎、新選組（+ 1868年）
- 元治元年（グレゴリオ暦1864年4月6日） - 若松賎子、翻訳家（+ 1896年）
- 慶応3年（グレゴリオ暦1867年4月5日） - 武藤山治、実業家、鐘淵紡績（現・クラシエ）支配人（+ 1934年）
- 慶応3年（グレゴリオ暦1867年4月5日） - 志村源太郎、銀行家、日本勧業銀行総裁（+ 1930年）

## 忌日
- 欽明天皇32年（ユリウス暦570年3月22日） - 蘇我稲目、大臣（* 506年?）
- 弘仁8年（ユリウス暦817年3月21日） - 勝道、日光山の開祖 （* 735年）